# アントニオ・ブラジレイロ
『アントニオ・ブラジレイロ』（Antonio Brasileiro）は、アントニオ・カルロス・ジョビンが1994年に発表したスタジオ・アルバム。ジョビンは同年12月8日に67歳で死去しており、結果的に最後の新作アルバムとなった。

## 背景
「マンゲイラのピアノ」は、ジョビンとシコ・ブアルキがオムニバス・アルバム『No Tom da Mangueira』（1991年）のために書き下ろしたデュエット曲の再録音で、ブアルキのアルバム『パラトードス』にも、ジョビンがピアノとアレンジで参加した別ヴァージョンが収録された。収録曲のうち2曲はドリヴァル・カイミの曲のカヴァーで、カイミは「マリコチーニャ」において、ゲスト・ボーカリストとしても参加した。また、「ハウ・インセンシティヴ（インセンサテス）」はスティングとのデュエットで、このヴァージョンはエイズ撲滅のために企画されたチャリティ・コンピレーション・アルバム『Red Hot + Rio』（1996年）にも収録された。

## 評価
第38回グラミー賞では最優秀ラテン・ジャズ・パフォーマンス賞を受賞し、自身初のグラミー受賞を果たした。リチャード・S・ギネルはオールミュージックにおいて5点満点中4点を付け「ジョビンは亡くなるまでずっと活動的であり、実際、この最後のアルバムにおいても、創造性が燃え尽きた兆候は見られない」と評している。

## 収録曲
特記なき楽曲はアントニオ・カルロス・ジョビン作。
1. ソ・ダンソ・サンバ - "Só Danço Samba" (Antônio Carlos Jobim, Vinicius de Moraes) - 2:00
2. マンゲイラのピアノ - "Piano Na Mangueira" (A. C. Jobim, Chico Buarque) - 2:42
3. ハウ・インセンシティヴ（インセンサテス） - "How Insensitive (Insensatez)" (A. C. Jobim, V. Moraes, Norman Gimbel) - 3:46
4. ケリーダ - "Querida" - 3:31
5. サーフボード - "Surfboard" - 3:08
6. マリア・ルイーザのサンバ - "Samba de Maria Luiza" - 1:14
7. フォーエヴァー・グリーン - "Forever Green" (A. C. Jobim, Paulo Jobim) - 3:14
8. マラカンガーリャ - "Maracangalha" (Dorival Caymmi) - 2:41
9. マリコチーニャ - "Maricotinha" (D. Caymmi) - 3:49
10. パト・プレト - "Pato Preto" - 4:21
11. メウ・アミーゴ・ラダメス - "Meu Amigo Radamés" - 3:55
12. ブルー・トレイン - "Blue Train (Trem Azul)" (A. C. Jobim, Lô Borges, Ronaldo Bastos) - 5:00
13. ラダメス・イ・ペレ - "Radamés Y Pelé" - 2:48
14. ショーラ・コラソン - "Chora Coração" (A. C. Jobim, V. Moraes) - 3:08
15. トレン・ヂ・フェーホ - "Trem de Ferro" (A. C. Jobim, Manuel Bandeira) - 4:35

## 参加ミュージシャン
- アントニオ・カルロス・ジョビン - ボーカル、ピアノ
- スティング - ボーカル(on #3)
- マリア・ルイーザ・ジョビン - ボーカル(on #6, #7)
- ドリヴァル・カイミ - ボーカル(on #9)
- パウロ・ジョビン - ギター(#14を除く全曲)、ヴィオラ・カイピーラ（英語版）(on #10)、バッキング・ボーカル
- ダニエル・ジョビン - キーボード(on #9, #12)
- セバスチャン・ネト - ベース(on #1, #2, #4, #5, #6, #7, #8, #9, #10, #12, #13, #15)
- ロン・カーター - ベース(on #3)
- パウロ・ブラガ - ドラムス(#11, #14を除く全曲)、タンバリン(on #1)、パーカッション(on #2, #10)
- ドゥドゥカ・ダ・フォンセカ（英語版） - タンバリン(on #1)、パーカッション(on #2, #10)
- ジャキス・モレレンバウン（英語版） - チェロ(on #1, #2, #3, #4, #5, #7, #8, #9, #10, #12, #14, #15)、バッキング・ボーカル(on #8, #12)
- ダニーロ・カイミ（英語版） - フルート(on #1, #2, #3, #4. #5, #7, #8, #9, #10, #12, #15)、バッキング・ボーカル(on #1, #8, #9, #12, #15)
- パウロ・ギマランイス - フルート(on #11)
- エドゥアルド・モレレンバウン - クラリネット(on #11)
- マルシオ・モンタローヨス - トランペット(on #2)、フリューゲルホルン(on #5, #7, #9, #12, #13)
- ラウル・ジ・スーザ - トロンボーン(on #2, #7, #9, #13)
- ヴィトール・サントス - トロンボーン(on #7, #9)
- Edeneck Svab - ホルン(on #2, #5, #7, #9, #11, #13)
- アントニオ・ホセ・アウグスト - ホルン(on #5, #7, #9)
- Orquestra de Cordas - ストリングス(on #4, #5, #7, #11, #13, #15)
- パウラ・モレレンバウン - バッキング・ボーカル(on #1, #2, #3, #4, #5, #7, #8, #9, #10, #11, #12, #14, #15)
- エリザベッチ・ジョビン - バッキング・ボーカル(on #1, #2, #3, #4, #5, #7, #8, #9, #10, #11, #12, #15)
- アナ・ジョビン - バッキング・ボーカル(on #1, #2, #3, #4, #5, #7, #8, #9, #10, #12, #15)
- シモーネ・カイミ - バッキング・ボーカル(on #1, #2, #3, #4, #5, #7, #8, #9, #10, #12, #15)
- マウーシャ・アドネット - バッキング・ボーカル(on #1, #2, #3, #4, #5, #7, #9, #10, #12, #15)